# La Ferté-Loupière
La Ferté-Loupière là một xã của Pháp, appartenant au territoire de Puisaye,tọa lạc ở tỉnh Yonne trong vùng Bourgogne-Franche-Comté. Người dân ở đây trong tiếng Pháp gọi là La-Fertois.

## Hành chính
| Danh sách các thị trưởng               |           |             |      |         |
| Giai đoạn                              | Giai đoạn | Tên         | Đảng | Tư cách |
| 2002                                   |           | Jean Ravisé |      |         |
| Tất cả các dữ liệu trước đây không rõ. |           |             |      |         |

## Thông tin nhân khẩu
| Năm | 1962 | 1968 | 1975 | 1982 | 1990 | 1999 |
| --- | ---- | ---- | ---- | ---- | ---- | ---- |
| Dân số | 541  | 638  | 602  | 630  | 540  | 561  |
| From the year 1962 on: No double counting—residents of multiple communes (e.g. students and military personnel) are counted only once. |      |      |      |      |      |      |